# ブルー・アンド・ジョン・クロウ・マウンテンズ国立公園
ブルー・アンド・ジョン・クロウ・マウンテンズ国立公園（Blue and John Crow Mountains National Park）はコーヒーの銘柄ブルーマウンテンで知られるブルー・マウンテン山脈を含むジャマイカの国立公園で、面積は国土の4.5 %にあたる495.2 km2である。生物多様性に特色があり、西半球最大の蝶であるホメルスアゲハ（Papilio homerus）の希少な生息地であるとともに、絶滅が危惧されているジャマイカクロムクドリモドキの生息地、さらにはジャマイカボア、ジャマイカフチアの保護区でもある。また、その核心部分は逃亡奴隷であるマルーンたちの自由獲得の歴史とも密接に関わることから、2015年にUNESCOの世界遺産リストに複合遺産として加えられた。ジャマイカ初の世界遺産であるとともに、カリブ海島嶼国家では初の複合遺産である。

## ブルー・マウンテン山脈
ブルー・マウンテン山脈はジャマイカ島の東3分の1を占める山脈である。その最高峰は標高2,256 mのブルー・マウンテン峰であり、これが国内最高峰にもなっている。コーヒーの銘柄ブルーマウンテンの栽培地であるが、歴史的には解放奴隷マルーンたちの反乱と自治の場でもあった。
1655年5月に、イングランド提督ウィリアム・ペンとロバート・ヴェネイブルス将軍（Robert Venables）に率いられたイギリスの探検隊がヒスパニョーラ島攻略に失敗した後、まだほとんど人がいなかったこの島を占領した。元の入植者であったスペイン人たちは、手許の奴隷たちを解放して逃げ出した。その奴隷たちは密林へと散り、島の東部にあるブルーマウンテン山脈の北斜面や島の西部にある入り組んだ地形のコックピット地帯（Cockpit）に、秘密の村々を形成した。1世紀半の間、この2つの地域は多くの隠れ場所があったおかげで、逃亡奴隷であるマルーンたちの反乱の後方基地となった。

## ジョン・クロウ山脈
ジョン・クロウ山脈はジャマイカ島の北東岸と並行に伸びており、西をリオ・グランデ（グランデ川）に区切られ、南東ではブルー・マウンテン山脈の東端に接している。ジョン・クロウ山脈の最高峰は3,750フィート (1,140 m)あまりである。
ジョン・クロウ山脈の名が最初に記録されたのは1820年代のことで、ヒメコンドルのジャマイカ名に由来する。この名になる前には、そのコンドルの以前の名をとって「キャリオン・クロウ山脈」と呼ばれていたとされている。1890年に総督のヘンリー・ブレイクがブレイク山脈（the Blake Mountains）と改名することを決めたが、定着しなかった。

## 世界遺産
ブルー・アンド・ジョン・クロウ・マウンテンズ国立公園は2006年8月28日に世界遺産の暫定リストに加えられた。公園のほぼ全域を対象とする推薦は2011年の第35回世界遺産委員会で審議されたが、文化・自然要素の両面で登録が見送られた。ジャマイカ当局は推薦範囲を公園の核心部分に絞って再推薦を行い、2015年の第39回世界遺産委員会で正式登録が認められた。

### 登録基準
コーヒーの銘柄「ブルー・マウンテン」の産地であるが、中南米に見られるコーヒー栽培の文化的景観を対象とする世界遺産と異なり、文化遺産としての主たる要素は、反乱の指導的女性グラニー・ナニーの名を冠したナニー・タウンをはじめとするマルーンの拠点、およびそれらと繋がる道々である。マルーンの集落や遺跡はカリブ海の諸地域に残るが、ブルー・アンド・ジョン・クロウ・マウンテンズのそれは、第1次マルーン戦争を経て結ばれた1739年のマルーン協定が彼らの自治を認めた初の条約だったという歴史的意義と繋がっている。また、山々自体が葬礼や信仰も含むマルーン文化と密接に結びついてきた点も評価された。
他方、自然遺産として評価されたのはその生物多様性である。一帯は山地の熱帯雨林であり、特に顕花植物は1350種余りのうち、ジャマイカの固有種が300種近く、うち87種は登録範囲内にしか生育していない。地衣類、苔類と蘚類も固有種が多く、特にこの地域の固有種が多い属はミズ属（12種）、レパンテス属（12種）、ボチョウジ属（12種）、フトモモ属（11種）が挙げられる。一部の酸性腐葉土が多い地域にはパイナップル科の植物が多く生えており、標高2,000m以上の地域には垂れ苔、シダ類および小型のランなどの着生植物が多い矮林が発達している。植物の中にはポドカルプス・ウルバニイ（Podocarpus urbanii）、エウゲニア・ケリュアナ（Eugenia kellyana）といった近絶滅種や、スクヘフレラ・ステアルニイ（Schefflera stearnii）、ミクロニア・プセウドリギダ（Miconia pseudorigida）、アルディシア・ブリットニイ（Ardisia brittonii）、サイコトリア・ダンケリ（Psychotria danceri）といった絶滅危惧種も含まれている。動物相にも絶滅の恐れがある生物が含まれており、たとえば両生類のカエルの2種・エレウテロダクテュルス・オルクッティ（Eleutherodactylus orcutti）とエレウテロダクテュルス・アルティコラ（Eleutherodactylus alticola）は絶滅寸前、鳥類のジャマイカクロムクドリモドキは絶滅危惧種、エリマキボウシインコとハシグロボウシインコは危急種である。鳥類は固有種のほか、ハイイロタイランチョウ、ハイイロチャツグミ、チャカブリアメリカムシクイなどの地域の渡り鳥も見られる。一方、領域内に生息する飛行できるもの以外の陸生哺乳類はジョン・クロウ山脈に生息する齧歯類のジャマイカフチアのみである。
そうした点を踏まえ、この世界遺産は世界遺産登録基準のうち、以下の条件を満たし、登録された（以下の基準は世界遺産センター公表の登録基準からの翻訳、引用である）。
- (3) 現存するまたは消滅した文化的伝統または文明の、唯一のまたは少なくとも稀な証拠。
- (6) 顕著で普遍的な意義を有する出来事、現存する伝統、思想、信仰または芸術的、文学的作品と直接にまたは明白に関連するもの（この基準は他の基準と組み合わせて用いるのが望ましいと世界遺産委員会は考えている）。
- (10) 生物多様性の本来的保全にとって、もっとも重要かつ意義深い自然生息地を含んでいるもの。これには科学上または保全上の観点から、すぐれて普遍的価値を持つ絶滅の恐れのある種の生息地などが含まれる。

### IUCNカテゴリー
登録範囲のIUCNカテゴリーは以下の通りである。
- II（国立公園）
  - ブルー・アンド・ジョン・クロウ・マウンテンズ国立公園 - II
- VI（資源保護地域）
  - ブルー・マウンテン森林保護区
  - ケンブリッジ・バックランズ森林保護区
  - スプリング・エステート森林保護区
  - フォート・ジョージ森林保護区